# Ponte Flaminio
Ponte Flaminio è un ponte attraversato da corso di Francia, a Roma, nei quartieri Parioli e Tor di Quinto e nella zona di Vigna Clara.
È il primo ponte monumentale sul Tevere a nord di Roma, a servizio dello storico itinerario della via Flaminia; dal 1960 è collegato al viadotto di corso di Francia, che dal quartiere Tor di Quinto si congiunge ai Parioli sovrappassando il Villaggio Olimpico.

## Costruzione
Negli anni 1930, l'insufficienza dell'antico ponte Milvio per l'uscita dalla città sulla direttrice delle vie consolari Cassia e Flaminia, unitamente all'esigenza di prevedere un ingresso scenografico alla capitale per il traffico proveniente dal Nord, portarono a prevedere una serie di interventi: una variante a monte dell'attuale Via Cassia vecchia (da congiungersi a una variante alla via Flaminia vecchia) e la costruzione di un nuovo ponte, che si sarebbe chiamato "Ponte XXVIII Ottobre" in memoria della data della marcia su Roma.
Fu chiamato a progettarlo Armando Brasini, che aveva già iniziato a realizzare nei dintorni la Basilica del Sacro Cuore Immacolato di Maria, Villa Manzoni e la propria dimora presso ponte Milvio. Per le strutture fu incaricato l'ingegnere Aristide Giannelli. Il progetto presentato da Brasini a Mussolini prevedeva un enorme arco monumentale che emulava gli archi di trionfo romani. Tuttavia il Duce, che spesso interveniva sui disegni dei suoi progettisti, fece eliminare l'arco e semplificò il progetto. Brasini sembrò accettare di buon grado la modifica, asserendo che il progetto ne risultava migliorato quanto ad ampiezza e originalità. 
I lavori, affidati alla società Tecnobeton, cominciarono nel 1938, ovvero alla vigilia del secondo conflitto mondiale, a causa della quale vennero sospesi nel 1943, quando alcune strutture già realizzate subirono dei danni a causa degli eventi bellici, per riprendere solo nel 1947 e finire nel 1951.
Nel dopoguerra il ponte avrebbe dovuto mutare il nome in "Ponte della Libertà". Tuttavia si preferì una denominazione coerente con quella del primo tratto della variante alla via Cassia, che il ponte stesso avrebbe servito: tale tratto, fino a via Antonio de Viti de Marco, intitolato in origine via Caio Flaminio e poi via Flaminia Nuova, fu ribattezzato nel 1959 corso di Francia. Il completamento del grande Raccordo Anulare (1955) e la realizzazione dell'Aeroporto di Fiumicino (1960) ridussero sensibilmente la funzione di ingresso principale alla Capitale da nord per la quale il ponte era stato originariamente concepito.

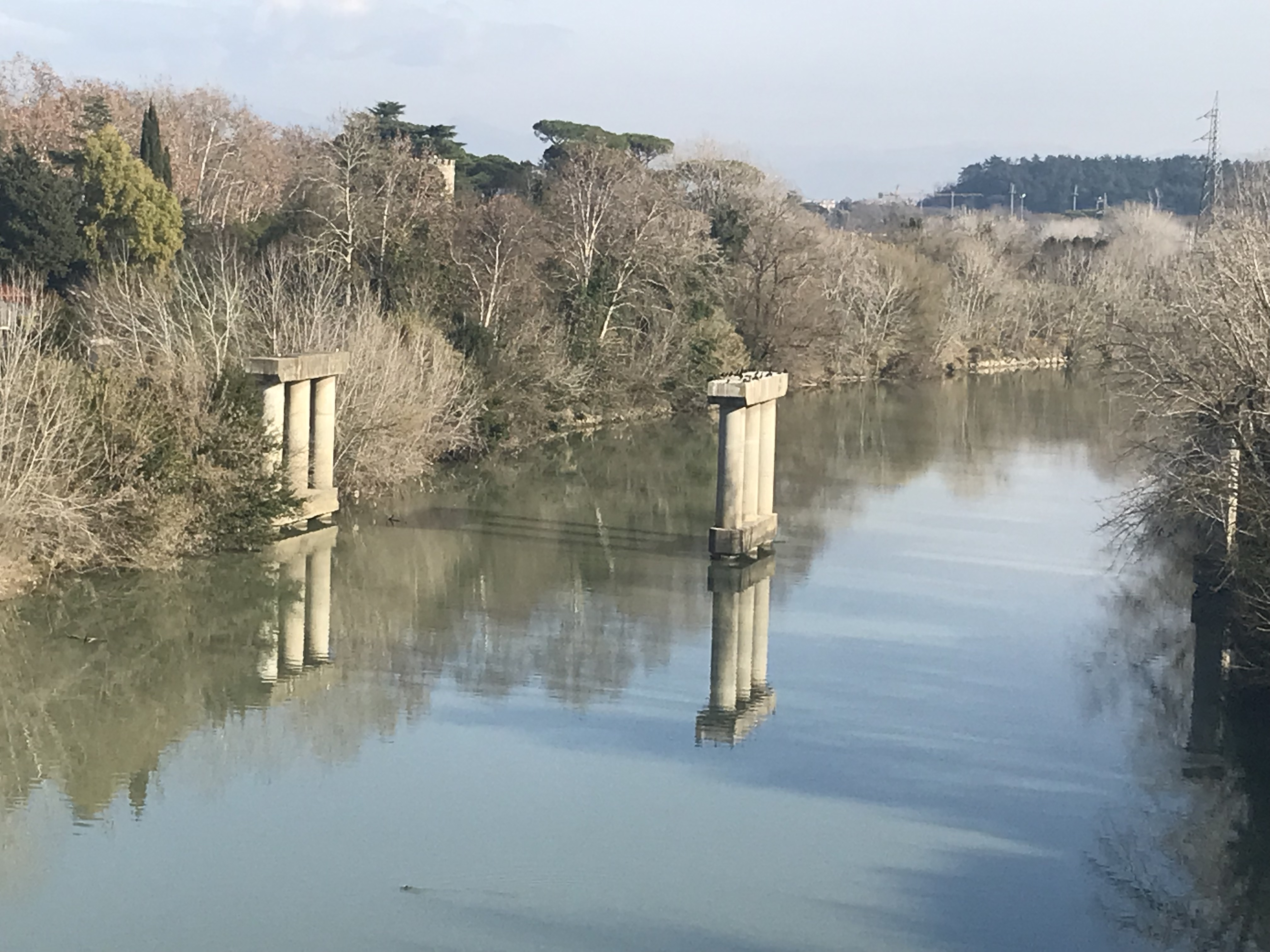
Piloni dell'ex ponte Bailey (1963), visti da ponte Flaminio nel 2023.

Il 24 maggio 1963 il ponte venne temporaneamente chiuso al traffico per un problema strutturale al quinto pilone, che aveva causato un cedimento del piano stradale; per assorbire la circolazione stradale si allestì poco a monte un ponte Bailey. I lavori di risanamento furono affidati agli ingegneri Arrigo Carè e Giorgio Giannelli. L'intervento di consolidamento terminò l'anno seguente, ma il ponte provvisorio fu smantellato solo in parte e i suoi cinque piloni in calcestruzzo, tre dei quali posati in acqua, sono tuttora (2023) in piedi.

## Descrizione
Il ponte, che misura 254,94 metri di lunghezza per 27 di larghezza, si sviluppa su cinque arcate ed è realizzato in calcestruzzo interamente rivestito da travertino romano vistoso per le calde tonalità del bianco. Scenografiche scalinate sopraelevano i due ampi marciapiedi laterali, su cui si innalzano cippi e fusti cilindrici con aquile e lampioni. Il suo profilo ricorda quello del vicino ponte Milvio, con proporzioni enormemente enfatizzate, ottenendo una struttura monumentale e imponente.

## Trasporti
|  | È raggiungibile dalla stazione Piazza Euclide. |

## Il ponte Flaminio nei media
- Compare nel film di Aldo Fabrizi La famiglia Passaguai (1951)
- Compare nel film di Dino Risi Poveri ma belli (1956).
- Nel capitolo In Vespa del film Caro diario di Nanni Moretti (1993), il regista/protagonista passa almeno due volte al giorno sul ponte, per il quale esprime amore.
- Compare nel film Tre metri sopra il cielo (2004), tratto dall'omonimo libro di Federico Moccia.
- Nell'episodio "Cittadini, Stato e Chiesa" del film Made in Italy di Nanni Loy (1965), un pullman di pensionati delle ACLI trova bloccato l'accesso al ponte, di cui viene citato il problema strutturale. Il ponte viene tuttavia chiamato "Ponte della Vittoria" (inesistente a Roma).